# Burial (album av Extol)
Burial är det norska metalbandet Extols första fullängdsalbum. Genren för detta album är death metal, men innehåller väldigt mycket influenser från bl.a. black metal.
Burial spelades in 1998 av Endtime Productions.

## Låtlista
1. "Into Another Dimension" – 1:26
2. "Celestial Completion" – 6:14
3. "Burial – 4:49
4. "Renhetens elv" – 6:22
5. "Superior" – 5:09
6. "Reflections of a Broken Soul" – 7:32
7. "Justified" – 5:19
8. "Embraced" – 3:43
9. "Innbydelse" – 4:58
10. "Tears of Bitterness" – 7:27
11. "Work of Art" – 5:23
12. "Jesus kom til jorden for å dø" – 3:44

Bonusspår på japanska utgåvan
1. "The Prodigal Son" – 6:00

## Medverkande
Extol
- Peter Espevoll – sång
- Christer Espevoll – gitarr
- David Husvik – trummor, bakgrundssång
- Ole Børud – gitarr, sång, flöjt
- Eystein Holm – basgitarr

Gästmusiker
- Arnold Børud – keyboard
- Maria Riddervold – fiol

Produktion
- Samuel Durling – producent
- Extol – producent
- Necrolord (Kristian Wåhlin) – omslagsdesign
- Kristian Kapelrud – logo
- Kajsa Stahre – foto